# La Fête villageoise
La Fête villageoise, ou La Fête de village est une peinture à l'huile sur toile réalisée en 1639 par l'artiste français Claude Gellée (dit Le Lorrain). La peinture a été donnée à Louis XIV en 1693 avec son pendant, le Port de mer au soleil couchant, par l'architecte paysagiste et jardinier André Le Nôtre. Elle est actuellement conservée  au musée du Louvre à Paris.

## Historique de l'œuvre
Certaines sources affirment que l'artiste aurait peint la Fête de Village et le Port de mer au soleil couchant pour le pape Urbain VIII, mais ces deux tableaux ont été vendus par le Prince Barberini en 1798. La peinture du Louvre doit donc être une réplique peinte par Claude Lorrain d'après l'original perdu. Plusieurs autres répliques et copies existent.

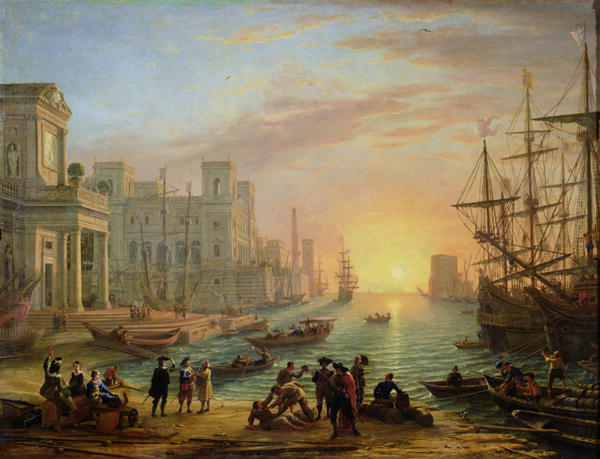
Le Port de mer au Coucher du soleil de Claude Lorrain, au Musée du Louvre, Paris (1639).

## Description et analyse
Ce tableau, peint assez tôt dans la carrière de l'artiste, révèle l'influence de l'art flamand. La composition, avec un groupe d'arbres au centre, et des ouvertures de chaque côté par lesquelles la lumière apparaît, a été souvent utilisé par les peintres paysagistes flamands de l'époque de Brueghel : Paul et Matthieu Bril l'ont fréquemment employée, et Le Lorrain a poursuivi cette tradition à Rome. En conformité avec les procédures classiques du XVIe siècle, le pont unit harmonieusement les distances sur la toile. Grâce à l'ouverture sur la droite on peut voir une ville baignée dans une brume dorée, plus caractéristique de la campagna romana (campagne romaine) que du Nord. Suivant la pratique habituelle des ateliers des Pays-Bas, Le Lorrain avait souvent recours à d'autres artistes pour peindre les figurines dans ses tableaux ; mais cela ne semble pas avoir été le cas ici, à en juger par l'unité de conception entre les personnages et le paysage.
Le bâtiment peint à l'arrière plan correspond à un édifice dessiné par Claude, Corps de ferme dans les Horti Sallustiani (vers 1635-1640, collection particulière), bien que le bâtiment de la grange ait été raccourci et rendu plus régulier.